# Nick Jonas (album)
Nick Jonas è il secondo album in studio da solista del cantante statunitense Nick Jonas, pubblicato il 10 novembre 2014.

## Tracce
Tracce nell'edizione standard
1. Chains – 3:23
2. Jealous – 3:43
3. Teacher – 3:19
4. Warning – 3:16
5. Wilderness – 3:47
6. Numb (feat. Angel Haze) – 3:58
7. Take Over – 2:40
8. Push – 3:32
9. I Want You – 3:23
10. Avalanche (feat. Demi Lovato) – 3:17
11. Nothing Would Be Better – 4:34

Tracce bonus nell'edizione deluxe
1. Chains (Just a Gent Remix) – 3:53
2. Santa Barbara – 3:40
3. Closer (featuring Mike Posner) – 3:40

Tracce nella riedizione (Nick Jonas X2)
1. Chains – 3:23
2. Jealous – 3:43
3. Teacher – 3:19
4. Warning – 3:16
5. Wilderness – 3:47
6. Numb (feat. Angel Haze) – 3:58
7. Take Over – 2:40
8. Push – 3:32
9. I Want You – 3:23
10. Avalanche (feat. Demi Lovato) – 3:17
11. Nothing Would Be Better – 4:34
12. Chains (Just a Gent Remix) – 3:53
13. Santa Barbara – 3:40
14. Closer (feat. Mike Posner) – 3:40
15. Levels – 2:47
16. Area Code – 2:41
17. Chains (Remix) (feat. Jhené Aiko) – 3:23
18. Jealous (Remix) (feat. Tinashe) – 3:41
19. Good Thing (feat. Nick Jonas) (Sage the Gemini) – 3:47
20. Teacher (Young Bombs Remix Radio Edit) – 3:35
21. Levels (Alex Ghenea Radio Edit) – 3:14

## Classifiche
| Classifica (2014) | Posizione massima |
| ----------------- | ----------------- |
| Stati Uniti       | 6                 |
| Australia         | 40                |
| Regno Unito       | 16                |
| Nuova Zelanda     | 35                |
| Canada            | 13                |
| Messico           | 18                |
| Irlanda           | 57                |